# Lo scimmiottino
Lo Scimmiottino è un romanzo breve di François Mauriac, pubblicato in Francia nel 1951.
Il romanzo è stato tradotto in albanese, spagnolo, danese, olandese, inglese, tedesco, polacco, ungherese, russo, oltre che in italiano, a cura di Michele Prisco.

## Trama
Guillou è un bambino considerato deficiente e viene continuamente atterrito dalla madre con minacce di vario genere. Il padre, la nonna e una ex bambinaia austriaca gli assicurano più spazio, ma nessuno insiste troppo nel tenerlo pulito e si pensa solo a come farlo istruire e da chi. La madre rimpiange di averlo messo al mondo. La famiglia è divorata anche da un altro dissidio: a suo tempo, la madre di Guillou fu protagonista di uno scandalo con un sacerdote e l'ambiente bigotto le si scagliò contro. Tra le conseguenze, non fu più possibile celebrare le funzioni nella cappella del castello di Cernès, che, sconsacrata, è diventata un ripostiglio.
Poiché nessuno, nemmeno i curati del paese, ha voluto più aver a che fare con i castellani, un giorno Paule (madre di Guillou) si rivolge al maestro laico per far seguire il bambino. Ella non ignora le idee del maestro, invise alla comunità, ma riesce a fare in modo che il maestro metta alla prova il piccolo ed esprima un giudizio.
Nella casa del maestro, Guillou dimostra di saper leggere bene e di comprendere molto bene un libro di Jules Verne, L'isola misteriosa. Riceve allora un altro libro per leggerlo e parlarne dal giorno dopo. La felicità di Guillou però non dura a lungo: a casa, trattato con la solita aggressività, non riesce a spiegarsi e tutti pensano che il maestro non lo vorrà tenere come alunno. Infatti, la mattina dopo, il maestro invia un biglietto in cui dichiara che non gli sta bene di dedicarsi a un ricco rampollo di famiglia, quando lui vuole la lotta di classe (e la promozione dei più meritevoli). Dello stesso parere è la madre del bambino.
Il piccolo Guillou vede così sfuggirgli questa gioia e, quando il padre lo invita ad andare con lui al cimitero a sistemare le tombe, egli ha un pensiero: Dio non c'è. Non è nella loro cappella, non al cimitero. Quando arrivano, Guillou sente il richiamo della chiusa del fiume, il Ciron, e si dirige verso le sue acque. Il padre lo segue. Sulla fine dei due infelici non si saprà mai la verità e c'è chi arriva a sospettare il povero Galéas di aver spinto in acqua il figlio e poi di essersi gettato a sua volta, chi invece pensa che il padre voleva salvare il ragazzino che però lo ha trascinato con sé.

## Personaggi
- Guillou (Guillaume) - ragazzino di 12 anni, ritardato, ma anche molto spaventato; è gracile, piccolo, non è accettato in collegio per l'enuresi notturna, ha il labbro pendulo e piange in continuazione.
- Galéas de Cernès - padre di Guillou, gli ha trasmesso molti dei tratti specifici. Malato, non si dice di quale morbo, suona il pianoforte e cura il cimitero di Cernès.
- Paule - moglie di Galéas e madre di Guillou. Non accetta il figlio e lo atterrisce, salvo poi adoperarsi perché egli riceva un'educazione scolastica. La donna beve troppo e il suo matrimonio non ha mai funzionato.
- Baronessa di Cernès detta Mamie (nonna) - madre di Galéas. Sempre in lotta con la nuora, è accogliente verso il figlio e il nipotino, ma è troppo presa dalla sua condizione di nobile, che vuole trasmettere a una figlia, vista la palese inadeguatezza di Galéas e Guillou.
- Robert Bordas - maestro e impiegato del Municipio, aderisce a ideologie rivoluzionarie e spera di emergere nel giornalismo.

## Opere derivate
Nel 1972 è uscito il telefilm Le Sagouin, con Gilles Laurent nella parte di Guillou e la regia di Serge Moati.

## Edizioni
- F. Mauriac, Lo scimmiottino. Siepi dorate, trad. di Michele Prisco, Milano, Mondadori, 1959.